# Evangelische Kirche (Kochersteinsfeld)

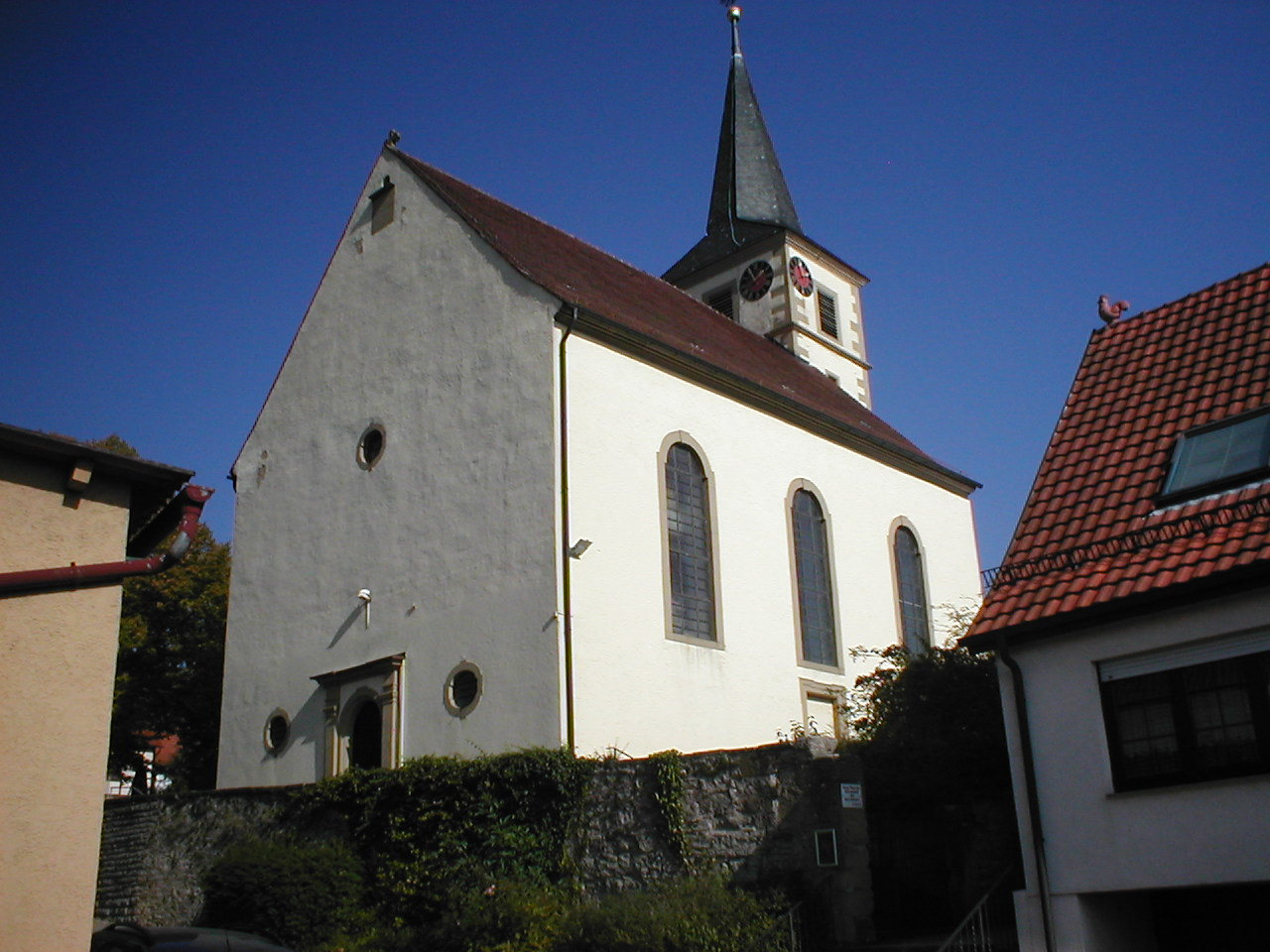
Evangelische Kirche in Kochersteinsfeld

Die Evangelische Kirche in Kochersteinsfeld, einem Ortsteil von Hardthausen am Kocher im Landkreis Heilbronn im nördlichen Baden-Württemberg, geht auf die ursprüngliche mittelalterliche Kirche des Ortes zurück und wurde 1733 teilweise erneuert. Sie gehört zur evangelische Kirchengemeinde Kochersteinsfeld im Kirchenbezirk Weinsberg-Neuenstadt der Evangelischen Landeskirche in Württemberg.

## Geschichte

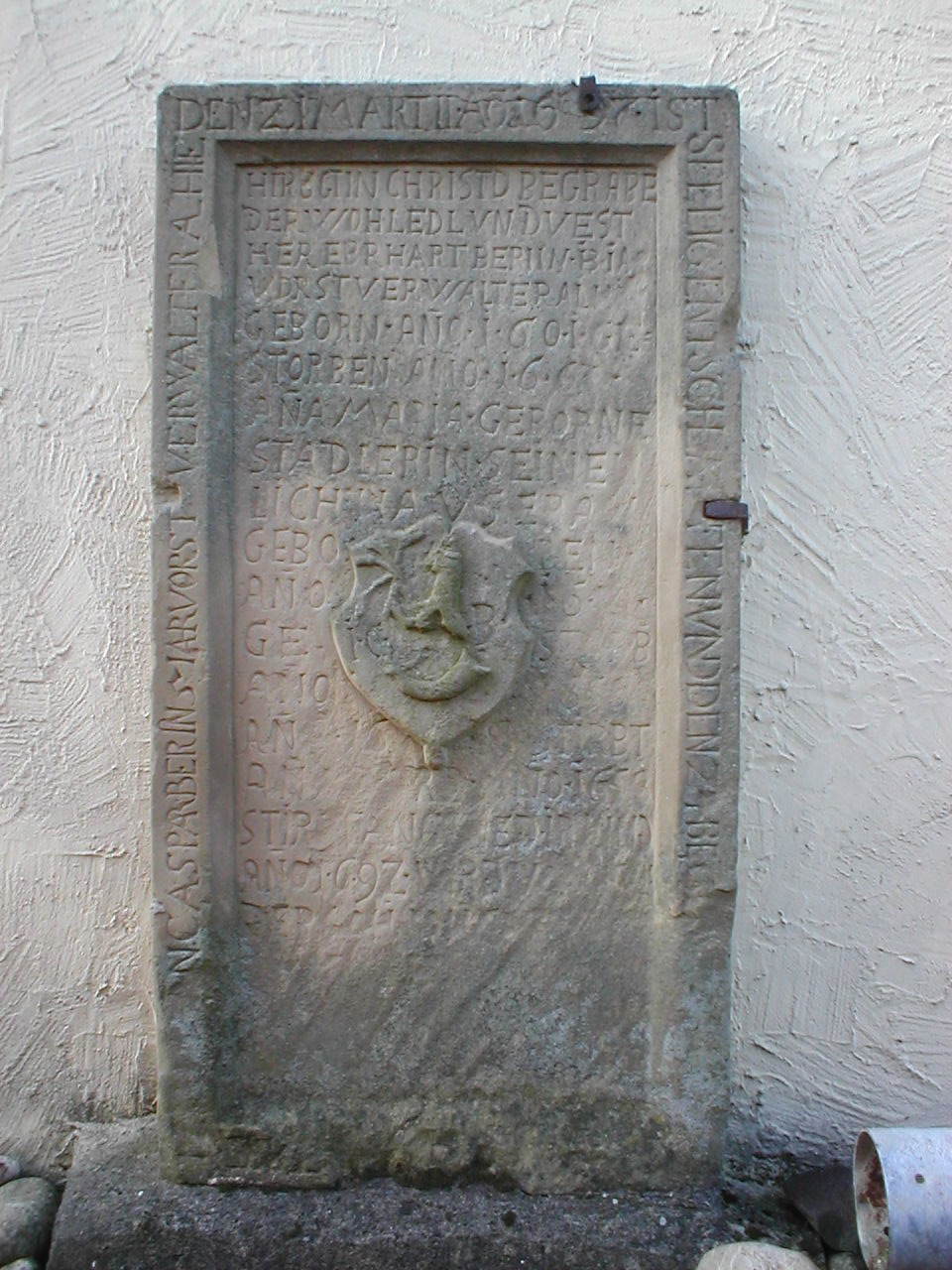
Grabplatte für Eberhard Berlin (1601–66) an der Kirche

Eine Kirche in Kochersteinsfeld bestand bereits im Mittelalter, als das Patronatsrecht 1281 vom Kloster Amorbach an die Herren von Weinsberg kam, die es wiederum 1432 mitsamt der Kirche an das Stift Möckmühl veräußerten. Zur Pfarrei in Kochersteinsfeld zählten ursprünglich die Filialgemeinden in Gochsen und Lampoldshausen, die jedoch 1315 bzw. 1485 zu selbstständigen Gemeinden erhoben wurden. Nachdem Kochersteinsfeld 1504 an Württemberg gekommen war, wurde der Ort mit der Reformation in Württemberg im 16. Jahrhundert evangelisch.
Vermutlich befand sich die Kochersteinsfelder Kirche seit jeher an ihrem heutigen Ort im südöstlichen Teil der Ortsmitte. Der die Kirche umgebende Kirchhof war einst die ursprüngliche Begräbnisstätte des Ortes, bevor 1834 ein neuer Friedhof östlich der Ortsmitte angelegt wurde. Nachdem anfangs wohl nur eine Holzkirche bestanden hatte, wurde um 1200 eine erste steinerne Chorturmkirche errichtet, auf die wenigstens noch der Turmsockel als ältester Teil der heutigen Kirche zurückgeht.
In ihrer heutigen Gestalt entstand die Kirche gemäß einer Datierung am rundbogigen Westportal im Jahr 1733, als man das Langhaus nach Süden und in der Raumhöhe erweiterte. Dadurch verschob sich die Raumachse und der Dachfirst gegenüber dem Turm und ehemaligem Turmchor nach Süden. Die größere Raumhöhe diente dem Einbau einer doppelten Westempore. 1789 wurde das benachbarte Pfarrhaus erbaut. Die alte Sakristei war nördlich des Turmes angebaut; 1854 hat man eine neue Sakristei auf der Südseite des Turms errichtet. 1876 wurde die Kirche umfassend renoviert, 1883 der alte Fußboden aus Sandsteinplatten gegen einen neuen Fußboden aus schwarzen und weißen Zementplatten ersetzt. Die alten Bodenplatten wurden im Fußweg zur Kirche verlegt. 1888 erhielt der Kirchturm eine Uhr, 1895 wurde erstmals eine Heizung eingebaut.
Als man die Kirche 1954 renoviert hat, wurde der alte kleine Turmchor zugunsten einer geschlossenen Raumwirkung vermauert. Auf der Nordseite am dortigen Portal wurde 2010/13 ein Flachdach-Anbau mit Foyer und Nebenräumen errichtet sowie in das östliche Nordfenster unten ein Emporen-Notausgang eingebaut.

## Beschreibung

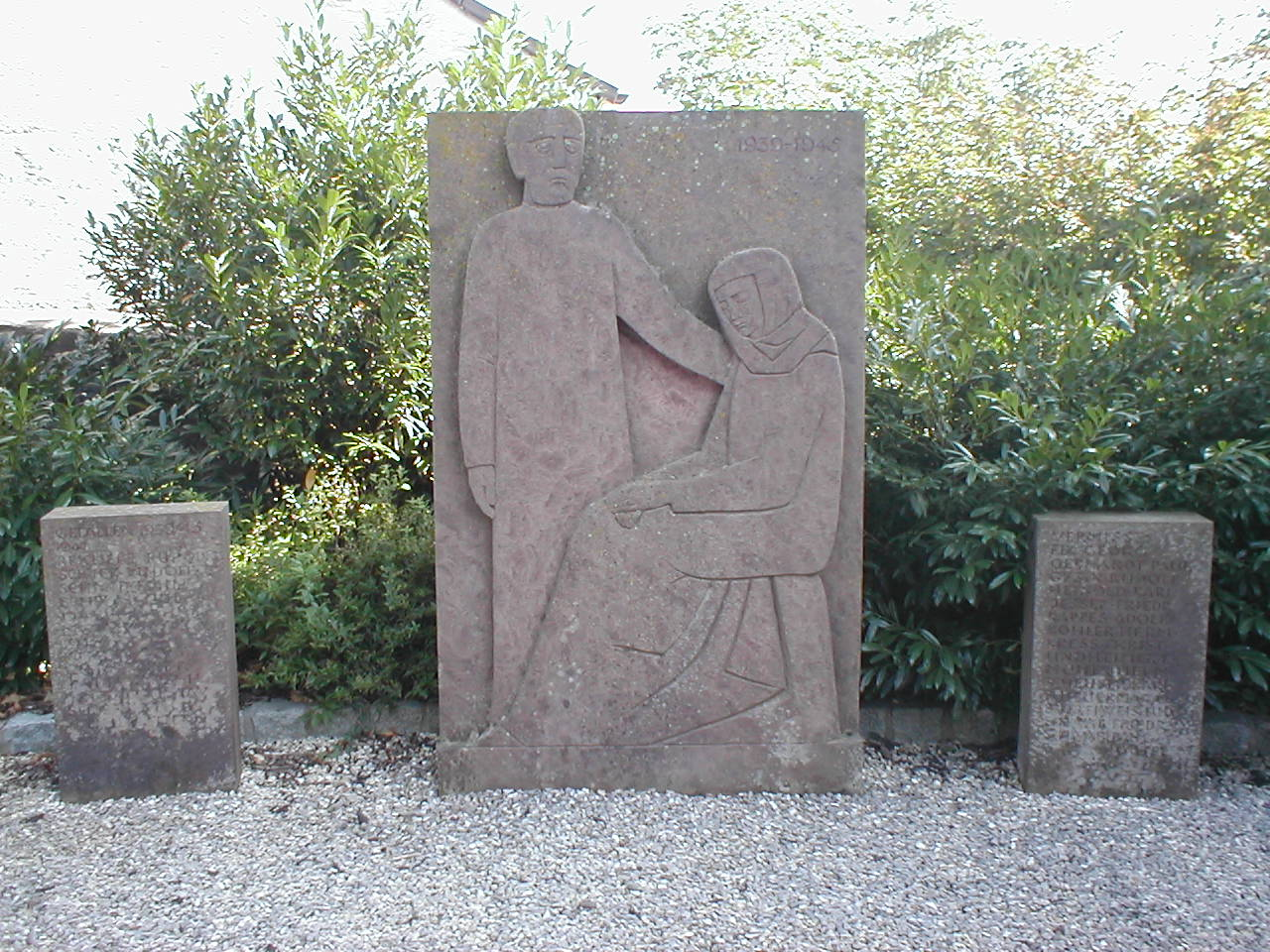
Kriegerdenkmal mit Trauerndem Ehepaar von Helmuth Uhrig

Die Kirche ist eine massiv gebaute einschiffige Saalkirche mit Satteldach und nach Osten ausgerichtetem Turm, dessen um vier Stufen erhöhter ehemaliger romanischer Turmchor im Sockelgeschoss als Läuteraum genutzt wurde und seit 1954 bis auf eine Türöffnung vermauert ist. Südlich an den Turm ist eine Sakristei angebaut. Das Langhaus hat einen nahezu quadratischen Grundriss, wird von sechs großen Rundbogenfenster und in der Westfassade zwei Barock-Oculi erhellt sowie von einer flachen Decke mit Medaillon-Malerei überspannt. Im Norden ist eine Orgelempore, im Westen eine doppelstöckige Empore eingezogen, deren Brüstungsfelder mit Apostelgemälden gestaltet sind.
An der einstigen Chorbogenwand befindet sich eine von der Sakristei aus erreichbare Kanzel, deren schmuckvoller Schalldeckel von 1733 von einer Skulptur des auferstandenen Christus bekrönt wird. Die Kanzel dieser Predigtkirche wird flankiert von einem Wandgemälde mit dem Gleichnis von den klugen und törichten Jungfrauen, das der Stuttgarter Kunstprofessor Rudolf Yelin der Jüngere anlässlich der Renovierung 1954 geschaffen hat. Das Bronze-Altarkruzifix unterhalb der Kanzel stammt aus der Werkstatt des Bildhauers Martin Scheible aus Ulm.
Die Kirchenorgel wurde 1820 als erstes Instrument der Ludwigsburger Orgelbauwerkstätte Walcker erbaut und 1902 bei Link in Giengen modernisiert. Sie befindet sich mittlerweile im Residenzschloss Ludwigsburg.
In und an der Kirche befinden sich diverse historische Grabplatten, darunter mehrere von herzoglich württembergischen Forstmeistern sowie zwei Denkmale für die örtlichen Gefallenen beider Weltkriege. Das Trauernde Ehepaar aus Maulbronner Sandstein schuf der Bildhauer Helmuth Uhrig aus Stuttgart nach dem Zweiten Weltkrieg.